# 가사다니촌
가사다니촌(笠谷村)은 이시카와현 가호쿠군에 설치되었던 촌이다.